# Kapelle der Versöhnung

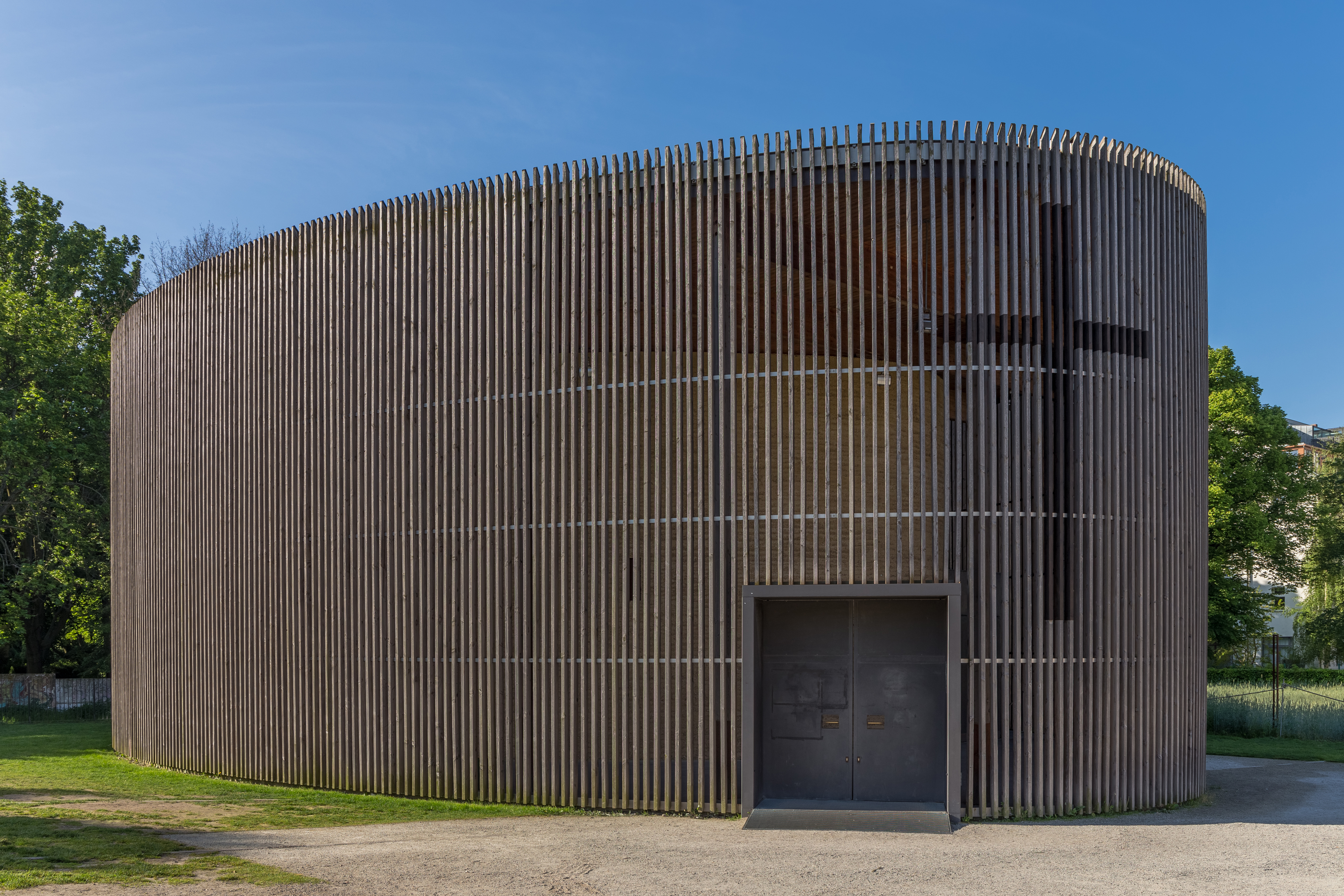
Kapelle der Versöhnung

Die Kapelle der Versöhnung ist eine Kirche in der Bernauer Straße im Berliner Bezirk Mitte. Sie wurde bis zum Jahr 2000 auf dem Fundament der Versöhnungskirche in Lehmbauweise gebaut. Sie gehört zur Gedenkstätte Berliner Mauer.

## Geschichte

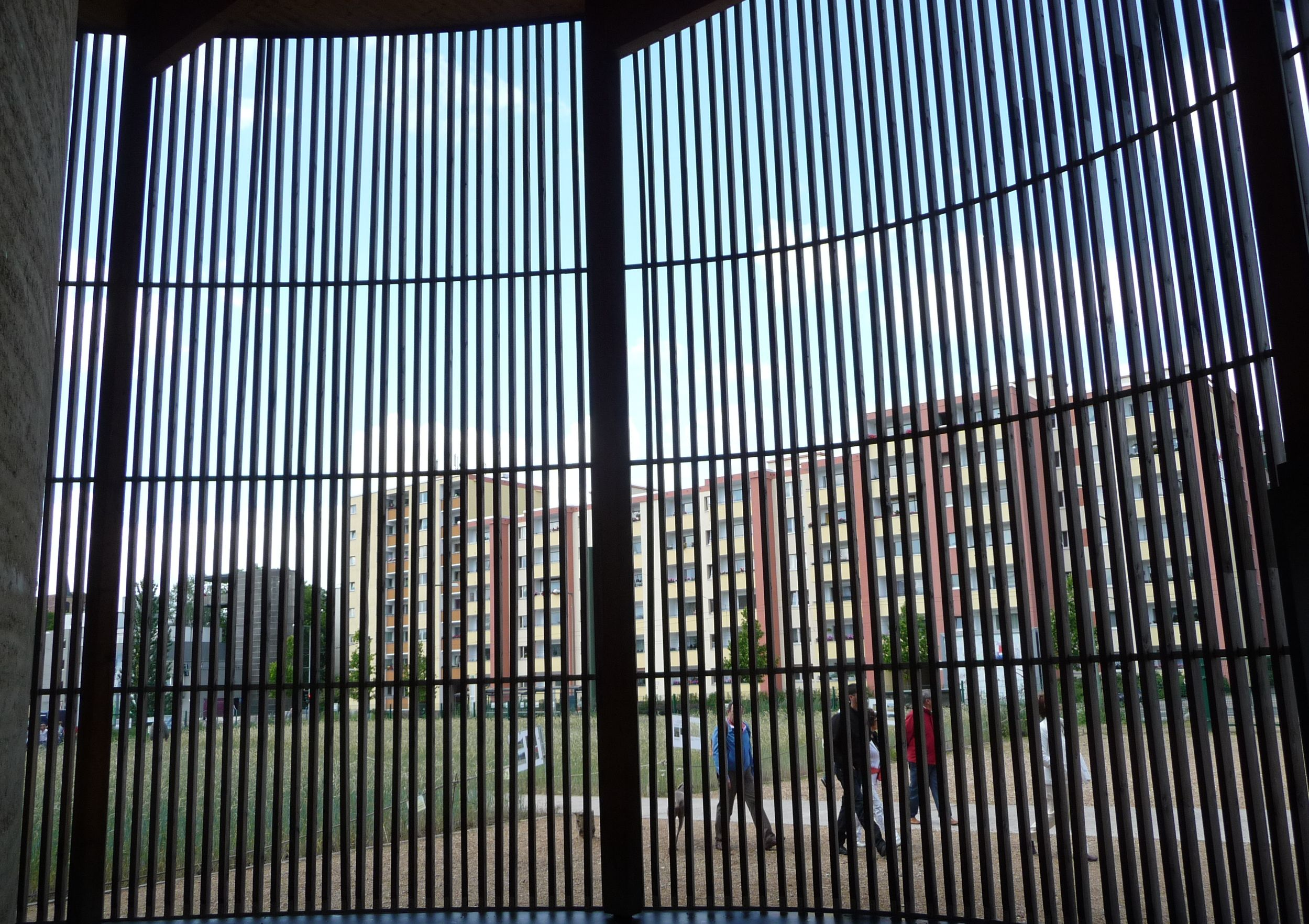
Blick aus der Kapelle

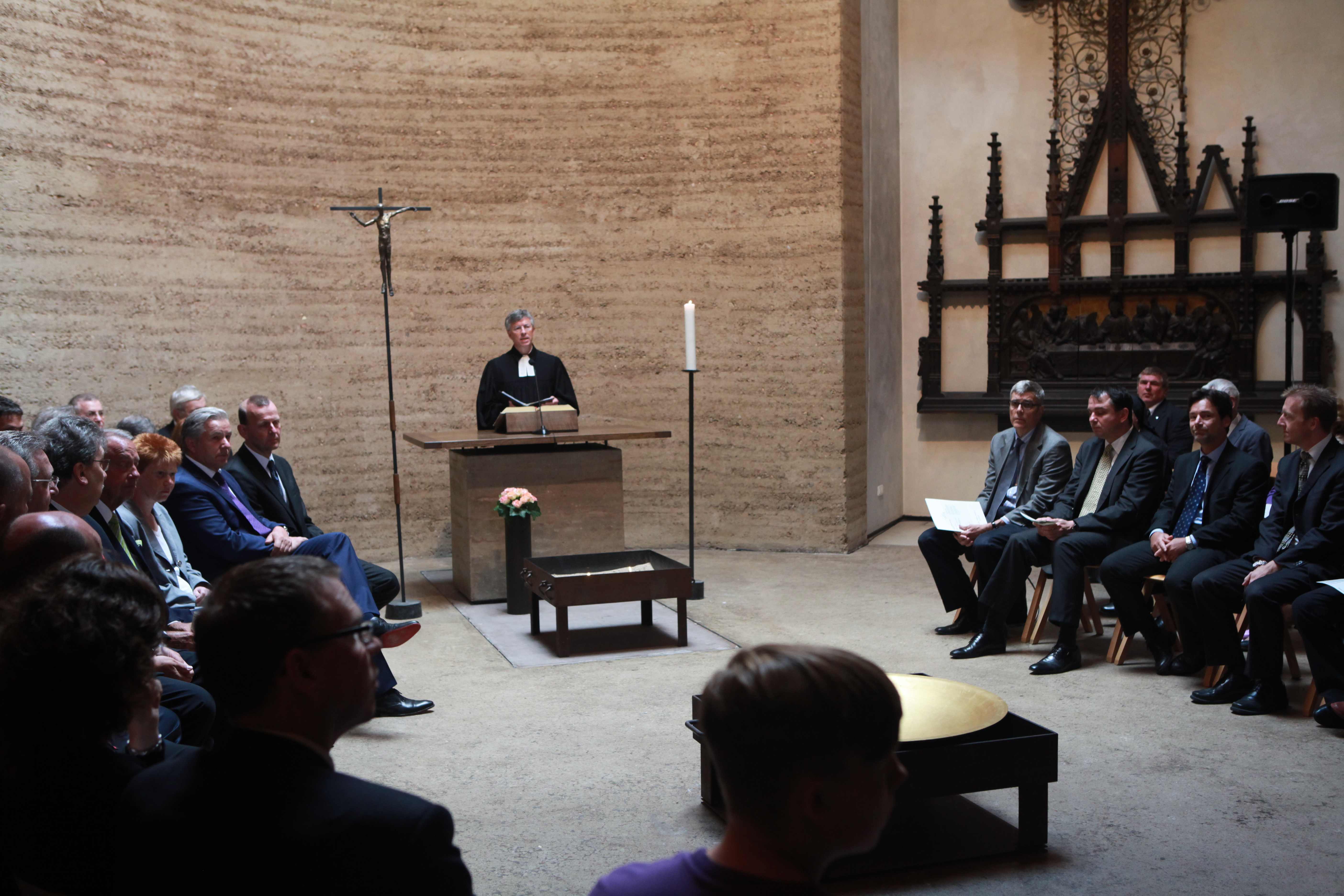
Gottesdienst anlässlich des 52. Jahrestages des Baus der Berliner Mauer, 2013

Der Bau der Berliner Mauer teilte auch die Versöhnungsgemeinde. Ab 1961 war die 1894 gebaute Versöhnungskirche für die im Westteil der Stadt gelegene Gemeinde nicht mehr zugänglich, weil sie auf dem „Todesstreifen“ zwischen innerer und äußerer Mauer stand. Die DDR-Regierung veranlasste im Jahr 1985 die Kirchensprengung, um freies Sichtfeld auf den Grenzstreifen zu haben. Nach der deutschen Wiedervereinigung erhielt die Kirchengemeinde 1995 das Grundstück mit der Auflage einer sakralen Nutzung zurück.
Die Architekten Peter Sassenroth und Rudolf Reitermann entwarfen ab Juni 1996 im Auftrag der Evangelischen Versöhnungsgemeinde einen ungewöhnlichen Kirchenbau. Auf den Fundamenten des Chorraums wurde ab Juni 1999 ein ovaler Kirchenraum von Lehmbaukünstler Martin Rauch in Stampflehmbauweise errichtet, der von außen mit Holzstäben aus Douglasien ummantelt ist. Es ist seit mehr als 100 Jahren der erste öffentlich gebaute Lehmbau in Deutschland. So weit wie möglich wurden Materialien der Versöhnungskirche in dem Bau wieder verwendet. Die Wandstärke beträgt bis zu 60 cm bei einer Höhe von 7 Metern und einer Länge von 43 m. Insgesamt wurden 390 Tonnen Stampflehm verarbeitet.
Die geretteten Glocken sind in einem Glockengerüst außerhalb der Kapelle aufgehängt. Sie stammen vom Bochumer Verein und wurden im Jahr 1894 hergestellt. Die größte von ihnen wiegt 1300 kg und hat einen Durchmesser von 150 cm. Es folgen zwei kleinere Exemplare mit 850 bzw. 500 kg und 130 bzw. 110 cm Durchmesser. 
Ein Wandelgang mit Sitzgelegenheiten verbindet den Kircheninnenraum mit seiner Umgebung. Der Grundriss der Versöhnungskirche ist um die Kapelle markiert und dient als Kirchplatz. Die Baukosten beliefen sich auf 971.454 Euro.
Am 9. November 2000 wurde die Kapelle der Versöhnung eingeweiht. Sie ist Teil der Gedenkstätte Berliner Mauer in der Bernauer Straße. Im Gemeindehaus, das 1965 als Ersatz für die unzugängliche Kirche gebaut wurde, ist das dazugehörige Dokumentationszentrum untergebracht.

## Ausstattung

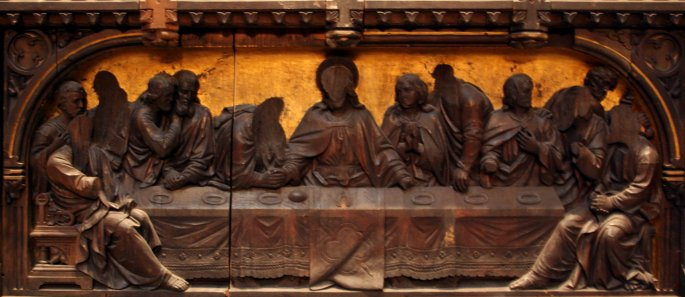
Altarretabel im Innenraum

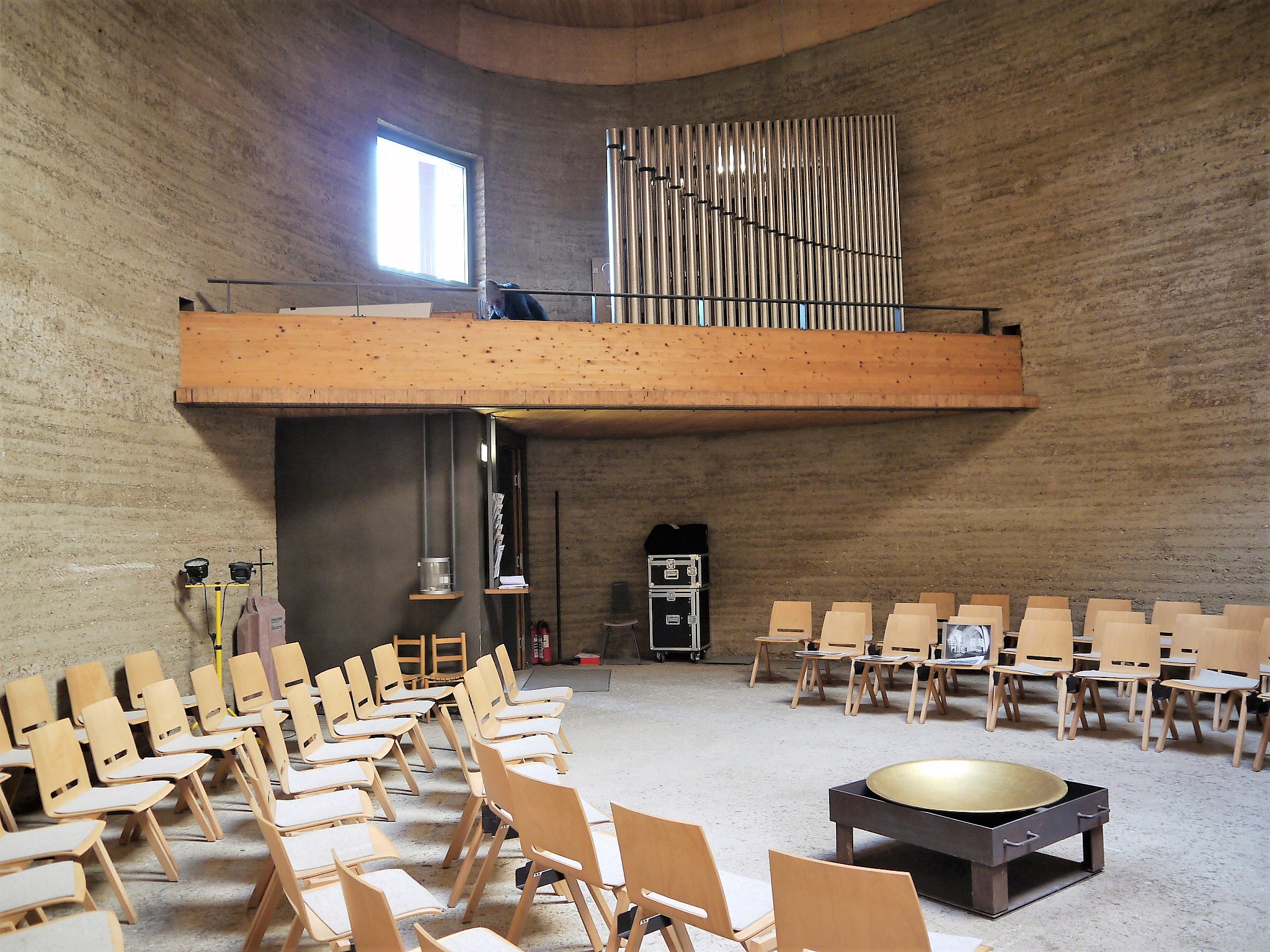
Innenraum (2017)

Das erhaltene Retabel wurde in den schlichten Innenraum integriert, und Teile des Bauschutts wurden zermahlen als Zusatz in die Lehmmasse gegeben.

## Orgel
Bis 2017 war in der Kapelle eine hierher versetzte Orgel der Firma Walcker aus dem Jahr 1965 eingebaut, die über zwei Manuale und ein Pedal verfügt. Dieses Instrument wurde im Sommer 2017 ausgebaut und einer Musikschule im russischen St. Petersburg zum Geschenk gemacht, in der junge Orgelspieler ausgebildet werden. 
Für die Versöhnungskapelle hat die Berliner Orgelbaufirma Karl Schuke ein neues Instrument gebaut und installiert. Als Besonderheit wurde auf Wunsch der Gemeinde die Orgel mit einem „Klang der Versöhnung“ ausgestattet. Das bedeutet, dass jeder der vier ehemaligen Besatzungsmächte USA, Großbritannien, Frankreich und Sowjetunion mit einem Register vertreten ist, das Musik aus dem entsprechenden Land repräsentiert. So gibt es zum Beispiel das Bajan, ein von einer sächsischen Spezialwerkstatt zugearbeitetes Register, das wie ein russisches Knopf-Akkordeon klingt, und durch einen Windschweller in der Lautstärke verändert werden kann. Die Orgel wurde am 29. September 2017 eingeweiht. Sie besitzt insgesamt 552 Pfeifen in 27 Registern, die aus neun Pfeifenreihen durch Transmissionen und Extensionen gewonnen werden. Die Herstellungskosten von insgesamt 239.000 Euro stammten überwiegend aus privaten Spenden.
| I. Manual C–g3 |                    |         |
| 01.            | Bordun             | 16′     |
| 02.            | Open Diapason      | 08′     |
| 03.            | Rohrflöte          | 08′     |
| 04.            | Versöhnung (ab g⁰) | 08′     |
| 05.            | Viola da Gamba     | 08′     |
| 06.            | Octava amabile     | 04′     |
| 07.            | Flûte à cheminée   | 04′     |
| 08.            | Gambetta           | 04′     |
| 09.            | Nasard             | 02 ⁄3′  |
| 10.            | Octavin            | 02′     |
| 11.            | Terz               | 01 3⁄5′ |
| 12.            | Basson-Hautbois    | 08′     |

| II. Manual C–g3 |                  |        |
| 13.             | Rohrflöte        | 8′     |
| 14.             | Aeoline          | 8′     |
| 15.             | Vox Coelestis    | 8′     |
| 16.             | Flûte à cheminée | 4′     |
| 17.             | Nasard           | 2 ⁄3′  |
| 18.             | Octavin          | 2′     |
| 19.             | Terz             | 1 3⁄5′ |
| 20.             | Basson Hautbois  | 8′     |
|                 | Bajan            |        |

| Pedal C–f1 |             |     |
| 21.        | Subbass     | 16′ |
| 22.        | Octavbass   | 08′ |
| 23.        | Gedacktbass | 08′ |
| 24.        | Cello       | 08′ |
| 25.        | Octave      | 04′ |
| 26.        | Basson      | 08′ |

- Koppeln:
  - Normalkoppeln: II/I, I/P, II/P
  - Suboktavkoppeln: I/I, II/I, II/II
  - Superoktavkoppeln: II/II

## Andachten für die Toten an der Berliner Mauer
Seit dem 13. August 2005 findet in der Kapelle der Versöhnung täglich von Dienstag bis Freitag um 12 Uhr eine 15-minütige Andacht statt, in der die Biografie eines an der Berliner Mauer Gestorbenen verlesen wird. Die Lebensläufe sind das Ergebnis eines Kooperationsprojekts des Vereins Berliner Mauer und des Zentrums für Zeithistorische Forschung in Potsdam, in dem Historiker die Biografien von Maueropfern recherchieren.